# فرانك ماكدوغال
فرانك ماكدوغال (بالإنجليزية: Frank McDougall)‏ هو لاعب كرة قدم بريطاني في مركز الهجوم، ولد في 21 فبراير 1958 في غلاسكو في المملكة المتحدة. لعب مع نادي أبردين ونادي سانت ميرين.